# Mombuey
Mombuey è un comune spagnolo di 437 abitanti situato nella comunità autonoma di Castiglia e León.
Oltre al capoluogo il comune comprende i centri abitati di Fresno de la Carballeda e Valparaíso.
Qua nacque il calciatore Miguel San Román.